# 日産サティオ秋田
株式会社 日産サティオ秋田（にっさんサティオあきた）は、秋田県秋田市に本社をおく、日産・レッドステージ系（旧「サティオ店」（サニー販売会社）の自動車販売会社。

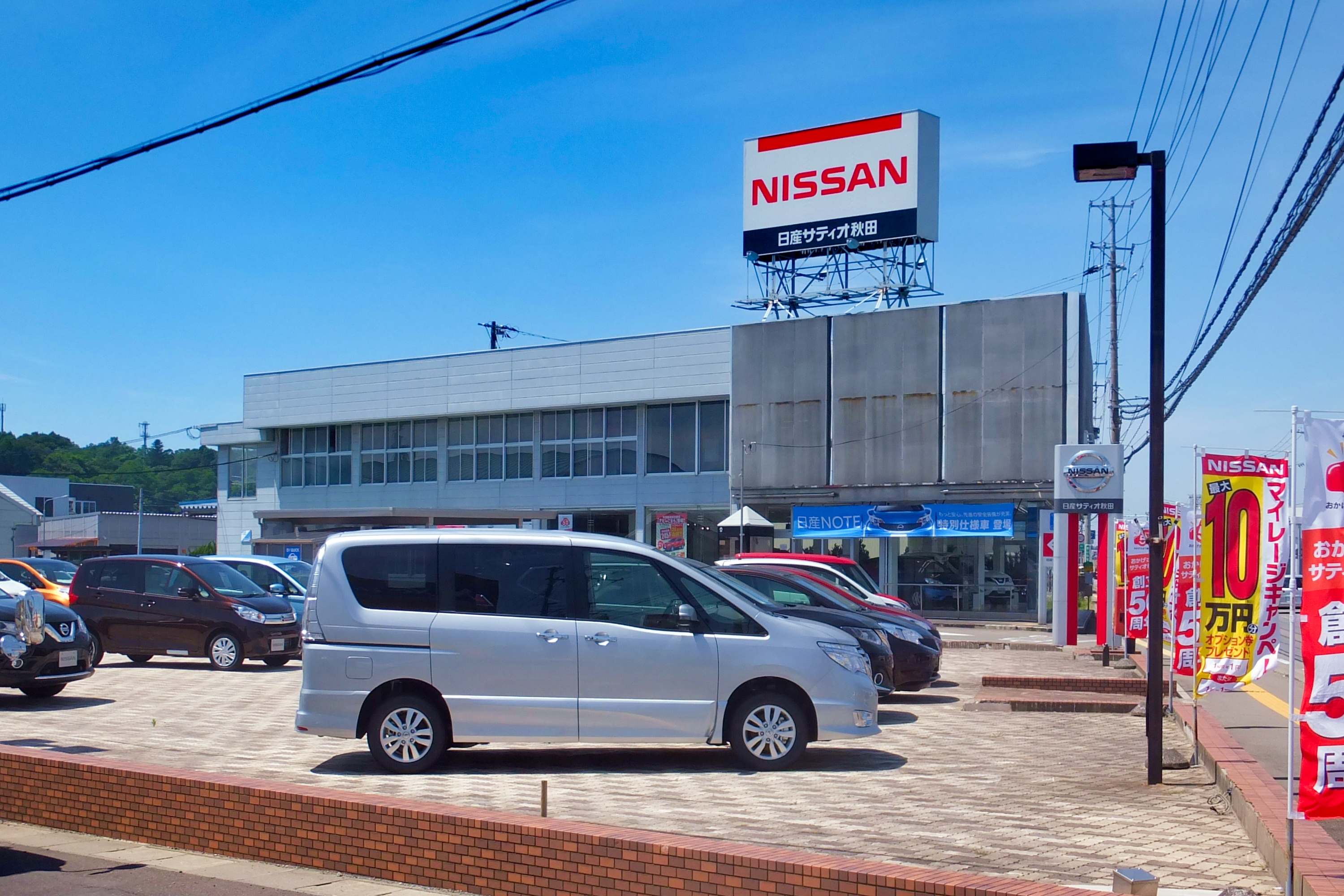
秋田店旧店舗

## 沿革
- 1966年（昭和41年）4月12日 - 日産サニー秋田販売株式会社として設立。
- 1999年（平成11年）
  - 4月 - サニー店からレッドステージ店に転換。
  - 11月 - 株式会社日産サティオ秋田に商号変更。
- 2002年（平成14年）12月1日 - この日をもって、手形店を閉店。
- 2009年（平成21年）12月 - MINI秋田の運営をモトーレン秋田に譲渡。
- 2018年（平成30年）
  - 1月 - 本社と秋田店を敷地内に新築。
  - 4月1日 - 株式会社サニーボデーを合併。
- 2022年（令和4年）7月8日 - 秋田県と日産自動車、県内日産系ディーラー4社にて「災害時の電気自動車（EV）貸与に関する連携協定」を締結[2]。
- 2024年（令和6年）6月30日 - 男鹿店が閉店

## 事業所
- 秋田店 （本店）： 秋田市寺内字イサノ44-1
- 中古車センター： 秋田市寺内字イサノ80-1
- 秋田南店： 秋田市仁井田新田1-5-17
- 能代店： 能代市浅内字赤沼28-1
- 横手店： 横手市条里3-12-8
- 大館店： 大館市根下戸新町18-79
- 湯沢店： 湯沢市関口上寺沢60-1
- 鹿角店： 鹿角市花輪字堰ノ口69-1
- 本荘店： 由利本荘市石脇字田頭61-1
- 大曲店： 大仙市佐野町9-6

## 秋田県内の他日産車販売店
- 秋田日産自動車（ブルーステージ店、旧・日産店）
- 羽後日産モーター（ブルーステージ店、旧・モーター店）
- 日産プリンス秋田販売（レッドステージ店、旧・プリンス店）